# Dominik Sulzer
Dominik Sulzer (* 21. März 2002 in Wiener Neustadt) ist ein österreichischer Fußballtorwart.

## Karriere
Sulzer begann seine Karriere beim 1. SC Sollenau. Im September 2010 wechselte er zum SC Katzelsdorf. Zur Saison 2013/14 wechselte er in die Jugend des FC Admira Wacker Mödling, bei dem er ab der Saison 2016/17 auch sämtliche Altersstufen in der Akademie durchlief. Zur Saison 2020/21 rückte er in den Kader der Amateure der Niederösterreicher. Im Oktober 2020 gab er sein Debüt in der Regionalliga. Bis zum COVID-bedingten Saisonabbruch kam er zu drei Einsätzen für Admira II. In der Saison 2021/22 kam er nicht zum Einsatz, die Reserve stellte nach Saisonende den Spielbetrieb ein.
Sulzer rückte daraufhin zur Saison 2022/23 in den Profikader der Admira. In seiner ersten Spielzeit blieb er aber ohne Einsatz. Im Mai 2024 gab der dann sein Debüt in der 2. Liga, als er am 30. Spieltag der Saison 2023/24 gegen Schwarz-Weiß Bregenz in der 81. Minute für Christoph Haas eingewechselt wurde. Nach seinem Vertragsende verließ er die Admira nach der Saison 2023/24.
Im Anschluss wechselte er zur Saison 2024/25 zum Regionalligisten SV Gloggnitz.